# Комбре (Мен и Лоара)
Комбре (фр. Combrée) насеље је и општина у западној Француској у региону Лоара, у департману Мен и Лоара која припада префектури Сегре.
По подацима из 2011. године у општини је живело 2792 становника, а густина насељености је износила 115,56 становника/km². Општина се простире на површини од 24,16 km². Налази се на средњој надморској висини од 100 метара (максималној 106 m, а минималној 32 m).

## Демографија
| 1962. | 1968. | 1975. | 1982. | 1990. | 1999. | 2011. |
| ----- | ----- | ----- | ----- | ----- | ----- | ----- |
| 2.919 | 2.975 | 2.644 | 2.570 | 2.560 | 2.410 | 2.792 |

График промене броја становника у току последњих година